# La noche del pecado
La noche del pecado è un film del 1933 prodotto e diretto da Miguel Contreras Torres.

## Produzione
Il film, prodotto da Miguel Contreras Torres, fu girato in Messico.

## Distribuzione
Distribuito negli Stati Uniti dalla Columbia Pictures, il film fu presentato in prima il 24 dicembre 1933, uscendo nelle sale il giorno di natale, in versione originale spagnola senza sottotitoli. La Columbia Pictures Mexico lo distribuì in Messico dove il film fu presentato in prima l'11 gennaio 1934 a Città del Messico.